# 袁震
袁震（1907年—1969年3月18日），是一位出身湖北省光化縣（現老河口市）袁沖鄉的文革受难者，為历史学家吴晗之妻。

## 生平
1921年，袁震考入武昌女子師範學校；她在那裏受到董必武、劉子通、陳潭秋等師長提攜。1922年，她參加了由武漢著名女界人士發起組織的“女子參政協進會”，並在眾人舉薦之下起草《女子參政協進會宣言》。
1925年，袁震於自師範學校畢業後考上武漢大學歷史系；因無法負擔學費，她回到武昌女子師範受聘擔任教師。
1930年，袁震考入清華大學。1934年，她在即將畢業時染上肺病。此後，因臥病太久，清華大學決定取消其學籍，但她仍堅持持續研讀。此外，她的好友蔣恩鈿也在此時將吳晗介紹給她認識；此後，吳晗開始與她交往。 後來，她又被診斷出患有骨結核。
盧溝橋事變發生後，北平各大院校開始外遷；吳晗應雲南大學聘請前往昆明，兩人因此暫別。
1939年春，袁震康復下床行走；5月，在親友攙扶下，她從天津乘船到越南海防，吳晗專程前往迎接。
1939年10月，吳晗與袁震舉行婚禮；婚後，袁震放棄其專長，一心一意充當吳晗之助手。 
1943年，吳晗經袁震介紹認識董必武，並開始參與中國共產黨之事業。
1969年春，袁震被打入“勞改隊”，隨後因病去世；同年10月11日，吳晗也在獄中被迫害致死。

## 平反
1979年7月，經中共中央批准，中共北京市委為吳晗平反昭雪；同年9月14日，吳晗和袁震的追悼會在北京八寶山革命公墓禮堂舉行。

## 家庭
- 丈夫吴晗
- 姐姐袁溥之（丈夫陈郁）[4]

## 連結
- 吴晗、袁震夫妇：万金难买生死情 （页面存档备份，存于）